# Fonds européen pour les affaires maritimes, la pêche et l'aquaculture
Pour les articles homonymes, voir IFOP et FEP.
Le Fonds européen pour les affaires maritimes, la pêche et l'aquaculture (FEAMPA) - est l'un des fonds structurels et d'investissement européens de l'Union européenne, destiné à la pêche et au milieu maritime. Il est ainsi un instrument de la politique européenne de la pêche qui octroie une aide financière à ce secteur afin de l'aider à s'adapter à l'évolution des besoins.

## Histoire des fonds européens pour la pêche
Les fonds de la Communauté européenne concernant la pêche sont jusqu'à 1993 intégrés au Fonds européen d'orientation et de garantie agricole.
Il s'appelait Instrument financier d'orientation de la pêche (IFOP) de 1993 à 2006. L'Instrument financier d'orientation de la pêche avait pour rôle : la réalisation d'un équilibre entre ressources et exploitation, la modernisation de la flotte UE, l'élimination des capacités excédentaires de la flotte maritime européenne, le développement de l’aquaculture, l'amélioration des circuits de commercialisation et le renforcement de la compétitivité. En 2005, il a reçu 1,6 % des dépenses de cohésion de l'Union européenne.
Entre le 1er janvier 2007 et 2013, il est remplacé par le Fonds européen pour la pêche (FEP). Il perd alors son statut de fonds de cohésion. Le Fonds européen pour la pêche consiste notamment à assurer la conservation et l’exploitation durable des ressources de la mer. Pour cela, il peut accorder un soutien financier destiné à : assurer la pérennité des activités de la pêche et l’exploitation durable des ressources halieutiques, réduire la pression sur les stocks en équilibrant les capacités de la flotte communautaire par rapport aux ressources disponibles, promouvoir un développement durable de la pêche dans les eaux intérieures, renforcer le développement d’entreprises économiquement viables dans le secteur de la pêche et rendre les structures de l’exploitation des ressources plus compétitives, favoriser la protection de l’environnement et la conservation des ressources de la mer, encourager le développement durable et améliorer les conditions de vie dans les zones où des activités sont menées dans le secteur de la pêche, et promouvoir l’égalité entre les hommes et les femmes actifs dans le secteur de la pêche.
Le FEP intervient selon cinq axes :
- axe 1 : aider la flotte à se moderniser et à adapter sa capacité et son effort de pêche aux ressources halieutiques disponibles ;
- axe 2 : soutenir l'aquaculture et l'aval de la filière, la transformation et la commercialisation ;
- axe 3 : contribuer aux opérations visant à promouvoir l'intérêt collectif du secteur ;
- axe 4 : encourager le développement durable des zones de pêche et l'aquaculture ;
- axe 5 : apporter une assistance technique aux États membres pour faciliter l'octroi des aides.

Le FEP est régi par le règlement (CE) no 1198/2006 du 27 juillet 2006 et ses règles de mise en œuvre sont inscrites dans le règlement (CE) no 498/2007 du 26 mars 2007.
Entre 2014 et 2020, il est remplacé par le Fonds européen pour les affaires maritimes et la pêche (FEAMP). Le FEAMP avait un budget de 5,75 milliards d'euros pour l'ensemble de la période 2014-2020 et pour l'ensemble des États membres. Pour ce qui concerne la France, il s'agitait d'une enveloppe de 588 millions d’euros.
Sur la période de programmation 2021-2027, l'intitulé devient le Fonds européen pour les affaires maritimes, la pêche et l'aquaculture (FEAMPA).

## Objectifs du FEAMPA
Les objectifs transversaux du FEAMPA sont les suivants :
- Améliorer l’emploi et renforcer la cohésion territoriale

- Favoriser une pêche innovante, compétitive et fondée sur les connaissances
- Favoriser une aquaculture innovante, compétitive et fondée sur les connaissances
- Encourager une pêche durable et efficace dans l’utilisation des ressources
- Encourager une aquaculture durable et efficace dans l’utilisation des ressources
- Favoriser la mise en œuvre de la PCP.

Entre 2014 et 2020, le FEAMP était composé de différentes mesures spécifiques (chaque chiffre se réfère au numéro du règlement FEAMP) :
26 – Innovation pêches maritimes
28 – Partenariats entre scientifiques et pêcheurs
31 – Aide à la création d’entreprises pour les jeunes pêcheurs
32 – Santé et Sécurité à bord des navires de pêche
33 – Arrêt temporaire des activités de pêche
34 – Arrêt définitif des activités de pêche
37 – Aide à la conception et à la mise en œuvre des mesures de conservation et de coopération régionale
38 – Limitation de l’incidence de la pêche sur le milieu marin
39 – Innovation conservation des ressources biologiques de la mer
40 – Protection et restauration de la biodiversité et des écosystèmes marins
41 – Efficacité énergétique et atténuation du changement climatique
42 – Valeur ajoutée, qualité des produits et utilisation des captures non désirées
43 – Ports de pêche, sites de débarquement, halles de criée et abris
47 – Innovation aquaculture
48 – Investissements productifs dans l’aquaculture
50 – Promotion du capital humain et de la mise en réseau en aquaculture
51 – Augmentation du potentiel des sites aquacoles
56 – Santé et bien-être des animaux
62 – Stratégies de développement local mené par les acteurs locaux
66 – Plan de production et de commercialisation
67 – Aide au stockage (jusqu’au 31 décembre 2018)
68.a – Commercialisation création et association d’OP, interprofessions
68.d – Commercialisation transparence de la production et des marchés
68.g – Commercialisation promotion
68.b, c et e – Commercialisation recherche de nouveaux marchés et amélioration des conditions de mise sur le marché des produits de la pêche et de l’aquaculture
69 – Transformation des produits de la pêche et de l’aquaculture
76 – Contrôle et exécution
77 – Collecte de données
78 – Assistance Technique
80.a – PMI : Surveillance maritime intégrée
80.b et c – PMI : protection et amélioration de la connaissance du milieu marin

## Gestion financière et administrative du FEAMPA
En France, le programme opérationnel FEAMPA est géré par la Direction des Pêches Maritimes et de l’Aquaculture (DPMA) du Ministère de l’Environnement, de l’Énergie et de la Mer (jusqu'en 2017) puis du Ministère de l'Agriculture et de l'Alimentation.
La gestion d’une partie des mesures du FEAMPA est déléguée aux régions littorales : 180 M€ seront gérés directement par les régions.
Il existe une seule autorité de certification et un seul organisme payeur : l’Agence de services et de paiement (ASP).
Le FEAMPA relève au niveau national en France d'un seul organisme d’audit : la Commission interministérielle de coordination des contrôles (CICC).